# 北环路街道 (霍州市)
北环路街道，是中华人民共和国山西省临汾市霍州市下辖的一个乡镇级行政单位。

## 行政区划
北环路街道下辖以下地区：
建材路西社区、永军社区、建材路东社区、北河社区、北苑社区、邢家泉村、永合村、北关村、三合村和沟口村。